# Go Go Robot
Go Go Robot er den tredje EP fra det danske elektro-rock-band Dúné. Den blev udgivet 12. maj 2005 på pladeselskabet Karate Productions.
De fire sange på albummet blev alle indspillet hos Ark Recording Studios i Brønshøj. Jens "El Dico" Thomsen fungerede som både producer, mikser og masteringtekniker.
Da EPen blev indspillet havde bandet endnu ikke fundet et pladeselskab til at udgive et regulært album. Efter udgivelsen blev der indgået en aftale med Iceberg Records, der sammen med bandet skulle stå for et kommende debutalbum. I maj 2007 udkom så debuten We Are In There You Are Out Here, hvor samtlige fire spor fra Go Go Robot også er inkluderet.
Alle sange er komponeret af Dúné, mens teksterne er skrevet af Mattias Kolstrup.
Specielt balladen "Go Go Valentina" fik store roser, og var i 2013 en fast del af setlisten på bandets store tre-delte Wild Hearts Tour.

## Sporliste
1. Robot Beat – 3:53
2. Jack Beats Jim Leads – 3:42
3. Why Discipline Control? – 4:16
4. Go Go Valentina – 3:54